# Sour Lake (Texas)
Sour Lake es una ciudad ubicada en el condado de Hardin en el estado estadounidense de Texas. En el Censo de 2010 tenía una población de 1813 habitantes y una densidad poblacional de 342,63 personas por km².

## Geografía
Sour Lake se encuentra ubicada en las coordenadas 30°8′9″N 94°24′00″O / 30.13583, -94.40000. Según la Oficina del Censo de los Estados Unidos, Sour Lake tiene una superficie total de 5.29 km², de la cual 5.23 km² corresponden a tierra firme y (1.22%) 0.06 km² es agua.

## Demografía
Según el censo de 2010, había 1813 personas residiendo en Sour Lake. La densidad de población era de 342,63 hab./km². De los 1813 habitantes, Sour Lake estaba compuesto por el 92.06% blancos, el 2.32% eran afroamericanos, el 0.44% eran amerindios, el 0.88% eran asiáticos, el 0.06% eran isleños del Pacífico, el 2.59% eran de otras razas y el 1.65% pertenecían a dos o más razas. Del total de la población el 5.07% eran hispanos o latinos de cualquier raza.